# 10-я Краинская ударная дивизия
10-я Краинская ударная дивизия НОАЮ (сербохорв. 10. крајишка ударна дивизија НОВJ / 10. krajiška udarna divizija NOVJ) — воинское формирование Народно-освободительной армии Югославии. Создана на основе 9-й краинской ударной бригады.

## История
Создана 13 февраля 1943 по распоряжению Верховного штаба на основе 9-й краинской ударной бригады. Изначально насчитывала около 700 солдат. Впервые бросилась в бой в ходе операции «Вайсс II», однако понесла огромные потери и из-за этого долго находилась в резерве. За время пребывания в резерве была усилена 10-й краинской ударной бригадой в марте-апреле 1943 года, 7-й краинской ударной бригадой 10 августа 1943, 13-й краинской ударной бригадой (сентябрь 1943-26 марта 1944) и 17-й краинской ударной бригадой с мая 1944. К концу войны повысила свою численность почти до 8 тысяч человек.
В 1944 году продолжила свои боевые действия, участвовала в первой Баня-Лукской операции, штурме Травника, Сараевской и Карловацкой операциях. 12 мая 1945 близ Зиданового Моста совместно с 3-й ударной и 4-й Краинской дивизиями приняла капитуляцию 7-й дивизии СС «Принц Ойген» и 373-й хорватской пехотной дивизии. За свои боевые заслуги получила почётное наименование «ударная».